# 馬里諾·里卡爾迪
馬里諾·里卡爾迪（義大利語：Marino Riccardi；1958年7月9日—），是一名圣马力诺政治人物、社會主義者和民主人士黨黨員。
他曾於1991年至1992年與2004年兩度出任圣马力诺执政官，2016年10月1日再次成為执政官。